# Kymbo församling
Kymbo församling var en församling i Skara stift och i Tidaholms kommun. Församlingen uppgick 2002 i Valstads församling. 

## Administrativ historik
Församlingen har medeltida ursprung.
Församlingen var till 1998 annexförsamling i pastoratet Valstad, Kymbo och Vättak som även omfattade: Heligestads församling på medeltiden, Suntaks församling före 1638 och efter 19 mars 1691 och från 1962 Hångsdala församling, Skörstorps församling och Östra Gerums församling. Församlingen ingick från 1998 till 2002 i Tidaholms pastorat. Församlingen uppgick 2002 i Valstads församling.

## Kyrkor
- Kymbo kyrka